# Mănăstirea San Giorgio Maggiore

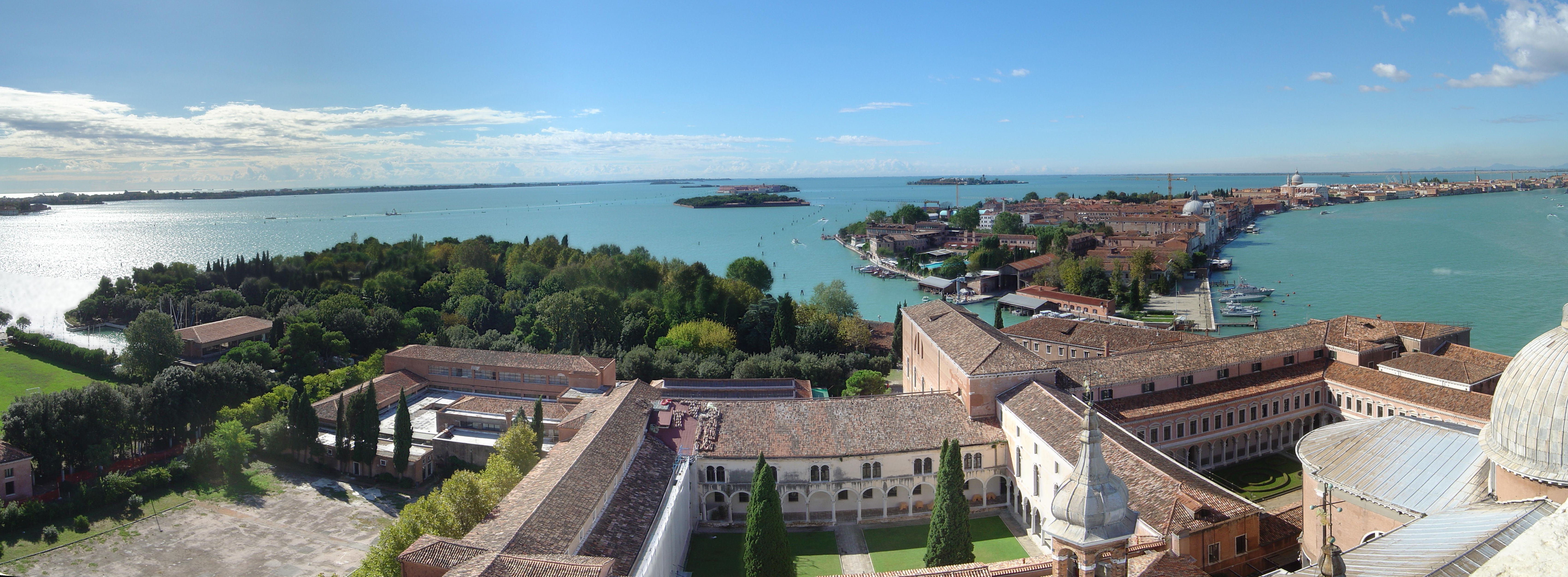

Mănăstirea San Giorgio Maggiore (în italiană Monastero di San Giorgio Maggiore) a fost o mănăstire benedictină în Veneția, Italia, situată pe insula San Giorgio Maggiore. Ea se află alături de Biserica San Giorgio Maggiore și a servit anterior ca o comunitate monahală, iar în prezent servește ca sediu al Fundației Cini.

## Istoria mănăstirii

### Fondare
Mănăstirea a fost înființată în anul 982 în urma donației insulei de către dogele Tribuno Memmo ca răspuns la o cerere a Fericitului Giovanni Morosini, călugăr benedictin, care a dorit să înființeze acolo o mănăstire, devenind apoi primul ei stareț. Printre primii călugării ai comunității care s-a format acolo s-a aflat Sf. Gerard Sagredo (în maghiară Szent Gellért) (980-1046), episcop și martir care a contribuit la adoptarea creștinismului în Ungaria. A fost ucis la Budapesta - pe dealul care îi poartă acum numele - în cadrul unei revolte păgâne împotriva regelui venețian care îi conducea atunci pe unguri.

### Prestigiu
De-a lungul secolelor mănăstirea a devenit un centru teologic, cultural și artistic de primă importanță în Europa. Călugării aveau o autonomie considerabilă și legături strânse cu Florența și Padova și, astfel, mănăstirea a devenit, de asemenea, o locație favorită pentru demnitarii străini pe perioada șederii în oraș. În 1177 papa Alexandru al III-lea și Frederic Barbarossa s-au întâlnit aici. În 1223 un cutremur violent a distrus mănăstirea. În 1433 Cosimo de' Medici s-a refugiat aici atunci când a fost exilat din Florența.
Între 1560 și 1562 Andrea Palladio a construit un nou refectoriu pentru care Paolo Veronese a pictat masiva Nuntă din Cana care a fost expusă acolo. În 1566 a început construcția noii biserici proiectate de Palladio, care a proiectat mai târziu și claustrul. Între 1641 și 1680 Baldassarre Longhena a proiectat noua bibliotecă, scara principală, fațada mănăstirii, noviciatul, infirmeria și spațiile pentru oaspeți.
După căderea Republicii Venețiene în 1797, mănăstirea a fost deposedată de cele mai prețioase cărți și opere de artă. Napoleon a trimis Nunta din Cana la Paris și în prezent este expusă în Muzeul Luvru. În prezent, este posibilă admirarea unei copii în refectoriu care atârnă în locul pentru care a fost creat inițial tabloul.
Mănăstirea a fost atât de importantă încât, în 1799, în timp ce Roma era ocupată de către Armata Revoluționară Franceză, Conclavul papal care l-a ales pe Papa Pius al VII-lea a fost convocat acolo. Cardinalii s-au întâlnit în chorum nocturnis (sau corul nocturn), unde este încă expusă celebra pictură pe pânză Sfântul Gheorghe ucigând balaurul de Vittore Carpaccio.

### Declinul
Cu toate acestea, în 1806 mănăstirea a fost desființată și călugării alungați; multe dintre comorile rămase ale mănăstirii au fost vândute sau furate. Doar câțiva călugări au putut să rămână pentru a sluji în biserică, în timp ce mănăstirea a devenit un depozit de arme. Pentru mai mult de un secol ea a fost folosit ca garnizoană militară, suferind o degradare gravă.

## Revitalizarea
În 1951 guvernul italian a acordat mănăstirea Fundației Cini, care a restaurat-o și a revitalizat patrimoniul său cultural. În 29-30 mai 1956 Conferința de la Veneția, a miniștrilor afacerilor externe din cele șase state membre ale Comunității Europene a Cărbunelui și Oțelului (CECO), a fost ținută în Mănăstirea San Giorgio pentru a discuta Raportul Spaak al Comitetului Spaak.